# Марк Дакаскос
Марк Алън Дакаскос (на английски: Mark Alan Dacascos) (роден на 26 февруари 1964 г.) е американски актьор и майстор на бойни изкуства. Известен е с участието си във филмите „Плачещият Фрийман“, „Братството на вълците“ и „От люлка до гроб“, както и в сериалите „Гарванът: Стълба към Рая“ и „Хавай 5-0“.

## Личен живот
Женен е за актрисата Джули Кондра, с която играе в „Плачещият Фрийман“. Имат двама синове и една дъщеря.

## Филми
| Година | Заглавие         | Оригинално заглавие                 | Роля                  | Бележки           |
| ------ | ---------------- | ----------------------------------- | --------------------- | ----------------- |
| 2003   | От люлка до гроб | Cradle 2 the Grave                  | Линг                  |                   |
| 2006   | Ловът на орела   | The Hunt for Eagle One              | Лейтенант Мат Даниелс | Директно-за-видео |
| 2006   | Ловът на орела 2 | The Hunt for Eagle One: Crash Point | Лейтенант Мат Даниелс | Директно-за-видео |